# Aníbal Baeza
Aníbal Baeza Gómez (Bogotá, 19 de diciembre de 1976) es un actor, comediante y libretista colombiano, inició su carrera cómo actor en el programa de cámaras escondidas También caerás de Caracol Televisión en 1999, después realizar estudios de artes escénicas, teatro, creación de personajes y combate escénico.
En el año 2001, fundó, junto a Juan Buenaventura y Javier Delgado el trío de comediantes Pasus3, realizando su debut el 4 de julio en el Club Gótica en Bogotá.
Cómo libretista ha participado en diferentes proyectos desde el 2005.

## Actuación
Hijo de la Maestra Omaira Gómez y el abogado Aníbal Baeza, terminó estudios en Diseño gráfico en 1996 e inició estudios en Ingeniería Electrónica en la Universidad Distrital de Bogotá, a la par que estudió y culminó artes escénicas en la academia de artes escénicas Ronald Ayazo en 1998.
Su primer papel en televisión fue para el programa Siguiendo el rastro, en 1999; de allí presentó un casting para un nuevo formato de cámaras escondidas llamado "También Caerás", en donde buscaban un personaje que realizara acciones de riesgo; casting que ganó gracias a sus 8 años de entrenamiento en Taekwondo y a los talleres de escenas de riesgo y combate escénico.
En También Caerás se consolidó como parte del elenco, siendo llamado El Tropecista, al interpretar personajes que realizaban escenas de riesgo, como Gertrudis (La abuela que se caía o realizaba acciones peligrosas),  "El Garbage", un personaje que se escondía en la basura y salía a asustar a los peatones, En el 2010 interpretó un nuevo personaje llamado "El morochef", un Chef de tes morena con acento español que enseñaba a preparar platillos sencillos en dos minutos.
En el año 2013 hizo parte del elenco del programa "Juan Pérez Dice" emitido por Canal Capital, proyecto en el que además fue libretista.

## Libretista
Sus primeros libretos fueron para el personaje "El Caníbal" en Waku Waku del canal Caracol, un personaje que aparecía ocasionalmente a contar chistes; posteriormente se convirtió en uno de los libretistas del programa También Caerás hasta su retiro del programa en el año 2011.Escribió los libretos de "Juan Pérez Dice" y "Dos mundos" para canal Capital. En el 2005, fue uno de los creadores y libretistas de la serie animada Wachendó, creada por Pasus3 y Andrés López y emitida por el Canal Caracol. 

## Pasus3
Fundador del trío de comediantes Pasus3, grupo de comedia que usa la técnica del Stand Up Comedy y con quienes ha escrito y presentado los shows: Hagamos el humor, Wachendó (Cuya temática se centra en un arte marcial criollo), O algo así, Entretraining y Comedy life, presentando sus espectáculos en Colombia, Venezuela y Ecuador. 

## Filmografía

### Televisión
| Año  | Título                            | Personaje                      | Canal              |
| ---- | --------------------------------- | ------------------------------ | ------------------ |
| 2017 | Sobreviviendo a Escobar, alias JJ | Paramilitar Dueñas             | Caracol Televisión |
| 2017 | Pambelé                           | Caín Fuentes                   | Caracol Televisión |
| 2013 | Chica vampiro'                    | Africano                       | Canal RCN          |
| 2013 | Juan Pérez dice                   | Varios                         |                    |
| 2012 | También Caerás                    | Tropecista, Gertrudis, Garbage | Caracol Televisión |
| 2003 | Pasión de Gavilanes               | Ladrón                         | Caracol Televisión |

### Libretista
| Año       | Título                        | Canal              |
| --------- | ----------------------------- | ------------------ |
| 2020      | Pasus3 en Casa                | Youtube            |
| 2015      | Dos mundos                    | Canal Capital      |
| 2014      | Dramatizados para Uno en Casa | Canal 1            |
| 2013-2014 | Juan Pérez Dice               | Canal Capital      |
| 2013      | Zona Uno                      | Canal 1            |
| 2013      | Hábilmente                    | Canal 1            |
| 2013      | Trollers                      | Canal 1            |
| 2005-2011 | También Caerás                | Caracol Televisión |
| 2005      | Wachendó                      | Caracol Televisión |